# Xã Ozark, Quận Barton, Missouri
Xã Ozark (tiếng Anh: Ozark Township) là một xã thuộc quận Barton, tiểu bang Missouri, Hoa Kỳ. Năm 2010, dân số của xã này là 1.078 người.